# Otávio Dutra
Otávio Dutra (ur. 22 listopada 1983 w Fortalezie) – indonezyjski piłkarz brazylijskiego pochodzenia występujący na pozycji obrońcy w klubie Persija Dżakarta.

## Kariera klubowa
Wychowanek klubu CA Juventus z São Paulo. Następnie trenował w SC Corinthians Paulista. W 2002 roku został włączony do kadry pierwszego zespołu. W latach 2003–2005 występował w EC Noroeste, z którym awansował w 2004 roku do Campeonato Paulista Série A2. W latach 2005–2007 był zawodnikiem Francisco Beltrão FC, Toledo Colônia Work (Campeonato Paranaense) oraz Legião FC (Campeonato Brasiliense).
W lutym 2007 roku przeniósł się do Pogoni Szczecin trenowanej przez Libora Palę. 3 marca 2007 zadebiutował w I lidze w przegranym 0:1 meczu przeciwko ŁKS Łódź. Ogółem wystąpił w 11 ligowych spotkaniach (1 remis i 10 porażek), nie zdobył żadnej bramki. Na zakończenie sezonu 2006/07 Pogoń zajęła w tabeli ostatnią, 16. lokatę, oznaczającą degradację do II ligi. Pa spadku Pogoni odszedł on z klubu i przez pół roku pozostawał bez pracodawcy. Na początku 2008 roku został graczem Macaé EFC, gdzie występował przez 3 lata na poziomie Série C i Série D.
Pod koniec 2010 roku podpisał umowę z indonezyjską Persebayą Surabaya. W wyniku trwającego wówczas konfliktu miejscowych klubów z federacją wyodrębniono zbojkotowany przez kibiców zespół pod nazwą Persebaya 1927. Z Dutrą w składzie rozpoczął on występy w nieuznawanej przez FIFA Liga Primer Indonesia, w czasie gdy macierzysta Persebaya Surabaya brała udział w oficjalnym systemie ligowym (Liga 2). Pomimo zaplanowanego na cały rok sezonu LPI, rozgrywki zakończono w przerwie pomiędzy rundami, a tytuł przyznano liderującej wówczas Persebayi 1927. W sezonie 2011/12 Persebaya 1927 wzięła udział w utworzonych w wyniku częściowej zgody klubów i PSSI rozgrywkach pod nazwą Indonesian Premier League. W sierpniu 2012 roku Dutra zdecydował się opuścić zespół.
W październiku 2012 roku został zawodnikiem Persipury Jayapura (Indonesia Super League). W sezonie 2013 zdobył z tym klubem mistrzostwo Indonezji. Sam rozegrał w barwach tego zespołu 31 spotkań w których zdobył 10 bramek, stając się najskuteczniejszym obrońcą sezonu. W grudniu 2013 roku związał się kontraktem z Persegres Gresik United, stając się najlepiej zarabiającym obrońcą ISL (2 mld IDR rocznie). Od stycznia 2015 roku ponownie występował w Persebayi Surabaya. W 2016 roku przeniósł się do Surabaya United, z którą - już pod nazwą Bhayangkara FC - wywalczył mistrzostwo kraju w sezonie 2017. Po wygaśnięciu jego umowy wraz z końcem 2017 roku opuścił klub. W styczniu 2018 roku ponownie został graczem Persebayi Surabaya, podpisując roczny kontrakt. Spowodowało to sprzeciw ze strony kibiców, którzy zarzucali mu brak lojalności za grę w zespole Persebaya 1927. W barwach Persebayi Surabaya Dutra zanotował łącznie na przestrzeni 2 lat 45 ligowych występów, w których zdobył 3 gole. 1 stycznia 2020 został zawodnikiem Persiji Dżakarta.

## Kariera reprezentacyjna
We wrześniu 2019 roku przyjął obywatelstwo Indonezji, zrzekając się tym samym obywatelstwa brazylijskiego. 15 października 2019 zadebiutował w reprezentacji Indonezji w przegranym 1:3 meczu z Wietnamem w eliminacjach Mistrzostw Świata 2022.

## Życie prywatne
Żonaty z Tatiane z którą ma córkę Luanę (ur. 2005).

## Sukcesy
Persipura Jayapura
- mistrzostwo Indonezji: 2013

Bhayangkara FC
- mistrzostwo Indonezji: 2017